# 関節症
関節症（かんせつしょう）とは、関節に起こる痛み・炎症でいろいろな原因がある。
1. 関節成分(コンドロイチンなど)の不足によって、不足した部分に負担がかかって炎症を起こす。
2. マイコプラズマなどの病原菌の影響で、炎症を起こす。

## 治療方法
関節成分をとるようにする。